# Década de 1890

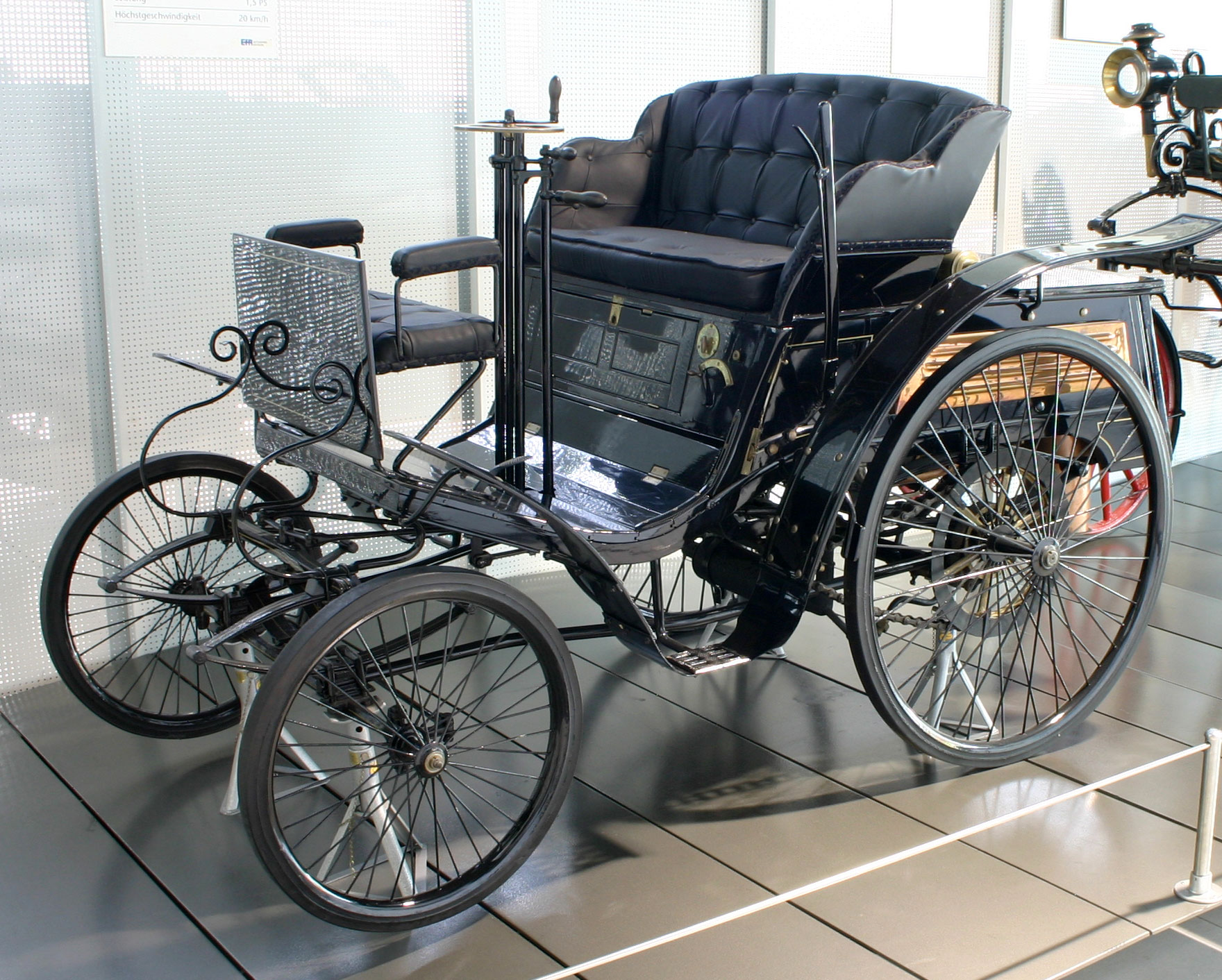

Século: Século XVIII - Século XIX - Século XX
Décadas: 1860 1870 1880 - 1890 - 1900 1910 1920
Anos: 1891 - 1892 - 1893 - 1894 - 1895 - 1896 - 1897 - 1898 - 1899 - 1900
A década de 1890 foi o período de tempo entre 1 de janeiro de 1890 e 31 de dezembro de 1899. Foi a última década do século XIX.

## Acontecimentos e tendências

### Tecnologia
- Primórdios da indústria automobilística.

### Ciência
- O astrônomo belga Luís Cruls é enviado ao Planalto Central do Brasil e demarca a área onde na Década de 1950 seria construída a capital do país, Brasília.
- Henri Becquerel descobre a radioactividade
- Descoberta dos raios-x pelo alemão Wilhelm Conrad Roentgen em 1895.
- O cientista sueco Svante Arrhenius e o geólogo norte-americano Thomas Crowder Chamberlain chegam, independentemente, à conclusão de que os combustíveis fósseis poderiam provocar o aquecimento global devido às emissões de dióxido de carbono, mas esse estudo ficou esquecido durante mais de 100 anos sendo reconhecido somente no Século XXI.

### Guerra, paz e política
- Segunda Guerra Boer
- Guerra Hispano-americana
- Neo-imperialismo

### Cultura, religião
- Cinematógrafo
- Ragtime

## Pessoas

### Líderes mundiais
- Primeiro-ministro John Sparrow David Thompson (Canadá)
- Primeiro-ministro Sir Wilfrid Laurier (Canadá)
- Imperador Francisco José (Áustria-Hungria)
- Kaiser Guilherme II (Alemanha)
- Chanceler Leo von Caprivi (Alemanha)
- Rei Humberto I (Itália)
- Rei Carlos I (Portugal)
- Papa Leão XIII
- Czar Alexander III (Rússia)
- Czar Nicolau II (Rússia)
- Rainha Vitória (Reino Unido)
- Primeiro-ministro Lord Salisbury (Reino Unido)
- Primeiro-ministro William Ewart Gladstone (Reino Unido)
- Primeiro-ministro Lord Rosebery (Reino Unido)
- Presidente Benjamin Harrison (Estados Unidos)
- Presidente Grover Cleveland (Estados Unidos)
- Presidente William McKinley (Estados Unidos)

### Personagens históricas
- Thomas A. Edison
- Alberto Santos Dumont

- The Mauve Decade, de Thomas Beer (1926)